# 柳孝榮
柳孝榮（曾錯譯為劉孝英和柳孝英，： Ryu Hyo Yeong，1993年4月22日—），藝名鄭偶然（： Jung Woo Yeon），韓國女演員、歌手，2010年春香小姐出身，韓國混聲團體男女共學、韓國女子團體F-VE DOLLS前成員。
2020年加入新經紀公司，並改以藝名鄭偶然展開演藝活動。

## 生平

### 出道前
1993年4月22日孝榮出生於韓國光州廣域市，有一個晚1分鐘出生的同卵雙生雙胞胎妹妹柳和榮。
孝榮參加第80回韓國春香小姐選拔大會得到第一名，也是2010年南原市形象大使。
在正式出道前，孝榮跟妹妹柳和榮一起參與SBS綜藝節目《Star King（第166集）》的錄影後，兩人都被Core Contents Media所發堀，並在之後各自在男女共學、T-ara中出道。

### 2010年至2015年 男女共學出道至F-VE DOLLS解散
2010年
- 9月13日公開男女共學全體成員姓名，孝榮藝名為韓光孝榮(한빛효영/One Light Hyoyoung)，意思是點亮世界的韓國之光。

- 9月30日以主打歌曲〈Too Late〉在Mnet《M! Countdown》正式出道。

- 11月14日 孝榮在深夜練習後下樓梯不幸摔傷 [5]，15日開始接受手術治療。因為受傷的關係，缺席男女共學的打歌宣傳活動，而當時正在拍攝的電視劇<叢林魚2>，劇本也略作修改，雖然腳受傷，孝榮仍舊參與了<叢林魚2>之後的錄製。

- 12月28日男女共學所屬的經紀公司Core Contents Media正式宣佈，將從團體中再加入一名新的女性成員徐銀敎，並且和柳孝榮、陳慧沅、李受美、許讚美等其他四位原有女性成員共同組成子團體5dolls，所取的子團體名稱有「五位女洋娃娃」之意。

2011年
- 5dolls出道後，改使用本名(孝榮)作為藝名。出道曲《Lip Stains》由韓國的知名作曲家勇敢兄弟製作。2011年2月17日播映的音樂節目M! Countdown為她們的出道舞台。

2012年
- 2月孝榮,和榮雙胞胎姊妹參與男女共學子團(男性成員)SPEED單曲〈Lovey Dovey Plus> MV [6]，其中孝榮參與〈Lovey Dovey Plus〉打歌。

- 年底孝榮出演學校系列劇KBS《学校2013》[7]，在戲中演出擁有男孩子個性的李江珠，獲得不少好評。

2013年
- 2月 孝榮Davichi回歸曲《거북이 (Turtle / 烏龜)》拍攝 MV。 [8]

- 3月 孝榮和《学校2013》演員金英春擔任學生服務學校暴力實態調查宣傳大使。[9]
- 7月11日所屬的Core Contents Media宣佈5dolls以6人體制活動，並更改團名為F-VE DOLLS重新出發。 [10]

2014年
- 2月12日，孝榮作為頒獎人出席Gaon Chart K-Pop Award，颁发年度最佳作曲家,年度最佳作词家,年度最佳制作人獎項。
- 2月13日，孝榮確定出演 JTBC 新週末劇《山蒜醬湯：12年後的重逢》，在劇中飾演朱多海(少年時期)。 [11]
- 9月16日，孝榮確定出演 TVN 新日日劇《家族的秘密》，劇中飾演高恩星。 [12]
- 10月1日，所屬的經紀公司Core Contents Media進入停業程序，公司所屬藝人均轉至MBK Entertainment。

2015年
- 3月10日，MBK Entertainment表示F-VE DOLLS宣告解散，組合成員合約即將到期。

### 2016年 加入新公司
- 3月11日，孝榮對經紀公司MBK Entertainment提出解約要求，因雙方意見不合而中斷活動。紛爭終於落幕，孝榮也對此透露喜悅心情。

孝榮於(11號)在自己的SNS上寫道：「真的很感謝這段時間站在我這邊，為我奮鬥的人們。托身邊這些人的福，我才能度過很辛苦的日子。」
「現在終於能活動了，真的很開心呢！」孝榮表示：「我會更努力地，在往後成為一個好演員。謝謝大家。」
首爾中央地方法院於10日判決，引用了孝榮對前東家提出的專屬合約效力終止假處分。如此一來，孝榮便恢復了自由之身。
- 8月4日，經紀公司Y TEAM Company表示已於近日和演員柳孝榮簽訂專屬合約。經紀公司相關人員表示：「柳孝榮曾透過許多作品和大眾見面，往後我方將透過有系統的經紀體系，讓柳孝榮在演員活動方面更加成長，並積極給予在演技活動中任何需要的支援。」 [13]

## 電視劇
| 年份   | 電視台 | 劇名                       | 角色           | 性質 | 出場集數       |
| 2010年 | KBS    | 《叢林的魚2》              | 鄭有美         | 配角 |                |
| 2011年 | MBC    | 《最佳愛情》               | 河璐美         | 配角 |                |
| 2012年 | KBS    | 《學校2013》               | 李江珠         | 主演 | 全劇           |
| 2014年 | JTBC   | 《山蒜醬湯：12年後的重逢》 | 朱多海（少年） | 主演 | 1~13集         |
| 2014年 | tvN    | 《家族的秘密》             | 高恩星 白水晶  | 主演 | 1~45、80~103集 |
| 2016年 | MBC    | 《黃金口袋》               | 金雪華         | 主演 | 全劇           |
| 2018年 | TV朝鮮 | 《大君－繪製愛情》         | 尹娜謙         | 主演 |                |
| 2021年 | MBC    | 《成為飯吧》               | 韓英信         | 主演 |                |
| 2023年 | MBC    | 《天空的因緣》             | 江世羅         | 主演 |                |
| 2023年 | ENA    | 《Oh！英心》               | 具月淑         | 主演 |                |

## 電影
- 2011年《叢林的魚2－電影版》 飾演 鄭有美

## 出演MV
| 年份   | 歌手                 | 曲名                               |
| 2012年 | T-ara                | 〈Lovey-Dovey (좀비 ver.)〉        |
| 2012年 | SPEED                | 〈Lovey Dovey Plus Ver.1〉         |
| 2012年 | SPEED                | 〈Lovey Dovey Plus Ver.2〉         |
| 2013年 | Davichi              | 〈烏龜〉                           |
| 2016年 | 임도혁 (Lim Dohyeok) | 〈사랑이란 말 (Saying with Love)〉 |

## 獎項
| 年份   | 獎項                         |
| 2010年 | 春香小姐選拔第一名           |
| 2017年 | Asia Model Awards New Star賞 |

## 外部連結
- NAVER （页面存档备份，存于）
-  孝榮的X（前Twitter）
-  孝榮的Instagram帳戶